# Keene (Texas)
Keene is een plaats (city) in de Amerikaanse staat Texas, en valt bestuurlijk gezien onder Johnson County.

## Demografie
Bij de volkstelling in 2000 werd het aantal inwoners vastgesteld op 5003.
In 2006 is het aantal inwoners door het United States Census Bureau geschat op 6196, een stijging van 1193 (23,8%).

## Geografie
Volgens het United States Census Bureau beslaat de plaats een oppervlakte van
7,3 km², geheel bestaande uit land. Keene ligt op ongeveer 247 m boven zeeniveau.

## Plaatsen in de nabije omgeving
De onderstaande figuur toont nabijgelegen plaatsen in een straal van 12 km rond Keene.